# Międzynarodowy Fundusz Rozwoju Rolnictwa
Międzynarodowy Fundusz Rozwoju Rolnictwa (IFAD - International Fund for Agricultural Development) powstał w 1977 roku. Organizacja wyspecjalizowana ONZ. Fundusz ma za zadanie polepszać sytuację w krajach dotkniętych głodem i biedą, za pomocą pożyczek na warunkach preferencyjnych i darowizn na walkę z głodem. Siedziba organizacji znajduje się w Rzymie.

## Organy IFAD
Rada zarządzająca składająca się z wszystkich członków IFAD. Organ decyzyjny.
Rada wykonawcza liczy 18 członków, nadzoruje prace wykonawcze organizacji.